# Bayerische Staatsbibliothek

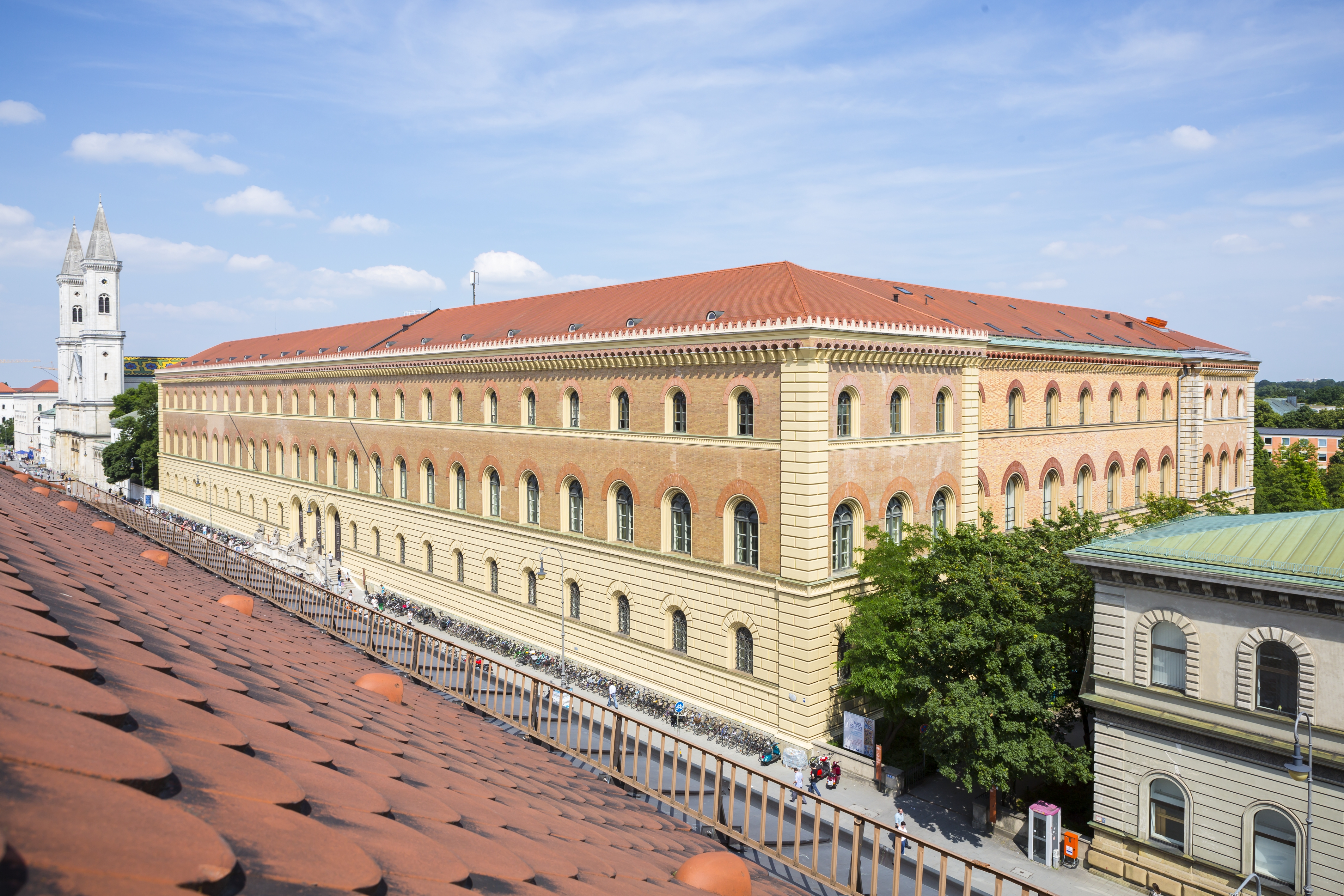
Bayerische Staatsbibliothek

Die Bayerische Staatsbibliothek (kurz BSB) in München ist die zentrale Universal- und Landesbibliothek des Freistaats Bayern und eine der bedeutendsten europäischen Forschungs- und Universalbibliotheken mit internationalem Rang. Ihr Medienbestand (einschließlich digitaler Medien) beläuft sich auf rund 38,5 Millionen Medien (Stand: 2024); damit ist sie die größte Universal- und Forschungsbibliothek Deutschlands. Darüber hinaus verfügt sie in ihrem Altbestand über eine der wichtigsten Handschriftensammlungen der Welt, die umfangreichste Sammlung von Inkunabeln in Deutschland, eine der umfangreichsten und wichtigsten Zeitschriftenbibliotheken Europas sowie zahlreiche weitere bedeutende Sondersammlungen, darunter mit knapp 19,24 Millionen Fotos das größte deutsche Bildarchiv in öffentlicher Trägerschaft. Mit ihrem Medienbestand ist die 1558 als Hofbibliothek gegründete Staatsbibliothek heute eine der größten und bedeutendsten Gedächtnisinstitutionen Europas mit 892 Beschäftigten bei 614 Planstellen.
Seit 1663 existiert ein Pflichtexemplarrecht; das heißt, dass von jedem in Bayern erscheinenden Druckwerk zwei Exemplare an die Bayerische Staatsbibliothek abgeliefert werden müssen. Die BSB gibt die Fachzeitschrift Bibliotheksforum Bayern heraus und – gemeinsam mit der Staatsbibliothek zu Berlin – von 2007 bis 2023 das Bibliotheksmagazin.

## Aufgaben
Die Bayerische Staatsbibliothek hat die Aufgabe, als Universalbibliothek der Wissenschaft, Forschung und Lehre der Öffentlichkeit Literatur zur Verfügung zu stellen. Als zentrale Landes- und Archivbibliothek hat sie seit 1999 die Rolle der Fachbehörde für alle Angelegenheiten des bayerischen Bibliothekswesens inne und ist an allen landesweiten Planungs- und Koordinationsaktivitäten im Bibliothekswesen beteiligt. Die Bayerische Staatsbibliothek besitzt seit 1663 das Pflichtexemplarrecht für bayerische Publikationen, die sie sammelt, erschließt, auf Dauer archiviert und ihren Nutzern zur Verfügung stellt. Im Rahmen dessen veröffentlicht sie regelmäßig die Bavarica in der Bayerischen Bibliographie, eine Bibliografie mit Buchtiteln mit bayerischem Bezug. Die Bayerische Staatsbibliothek trägt den laufenden technischen, redaktionellen und organisatorischen Betrieb von bavarikon, dem Internetportal des Freistaats Bayern zur Präsentation von Kunst-, Kultur- und Wissensschätzen aus Einrichtungen in Bayern. Als eines der sechs Mitglieder der Arbeitsgemeinschaft Sammlung Deutscher Drucke (AG SDD), die zusammen eine verteilte, virtuelle Nationalbibliothek Deutschlands aufbauen, ist die BSB zuständig für Drucke aus den Jahren 1450–1600. Sie ist Sitz des Münchener Digitalisierungszentrums, betreut Fachinformationsdienste für die Wissenschaft der Deutschen Forschungsgemeinschaft und arbeitete bei der Führung der Gemeinsamen Körperschaftsdatei (GKD) und der Personennamendatei (PND) mit, die April 2012 in der Gemeinsamen Normdatei (GND) aufgegangen sind.

## Bestand

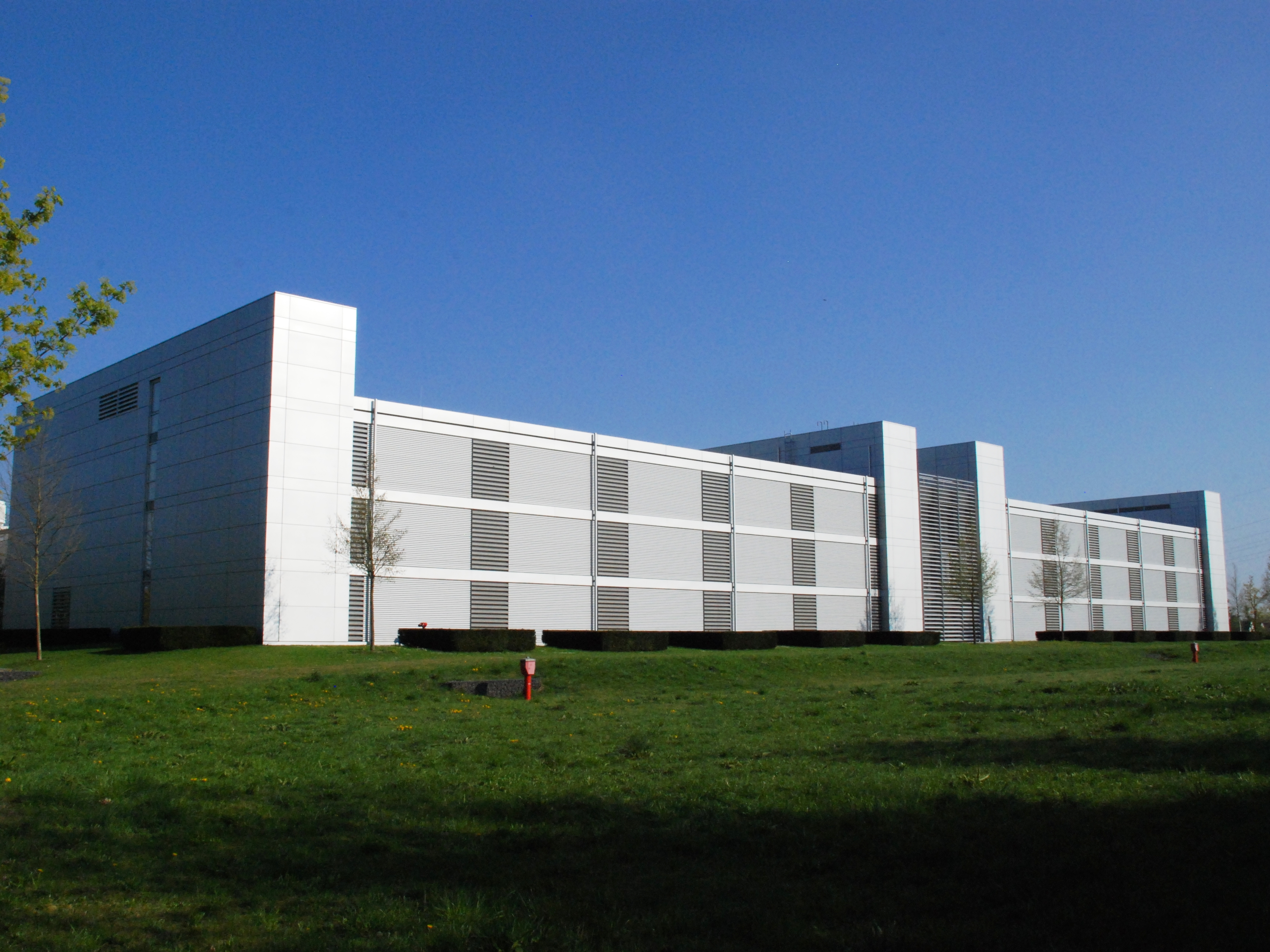
In der Speicherbibliothek Garching lagern zahlreiche Schriften der Staatsbibliothek.

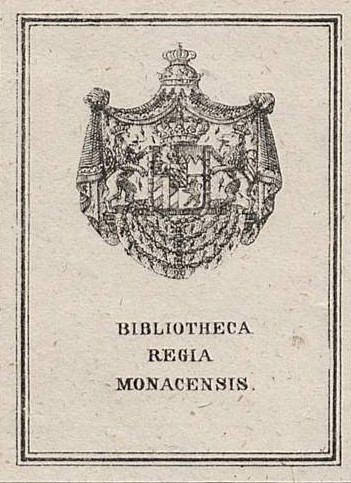
Exlibris der Bibliotheca Regia Monacensis

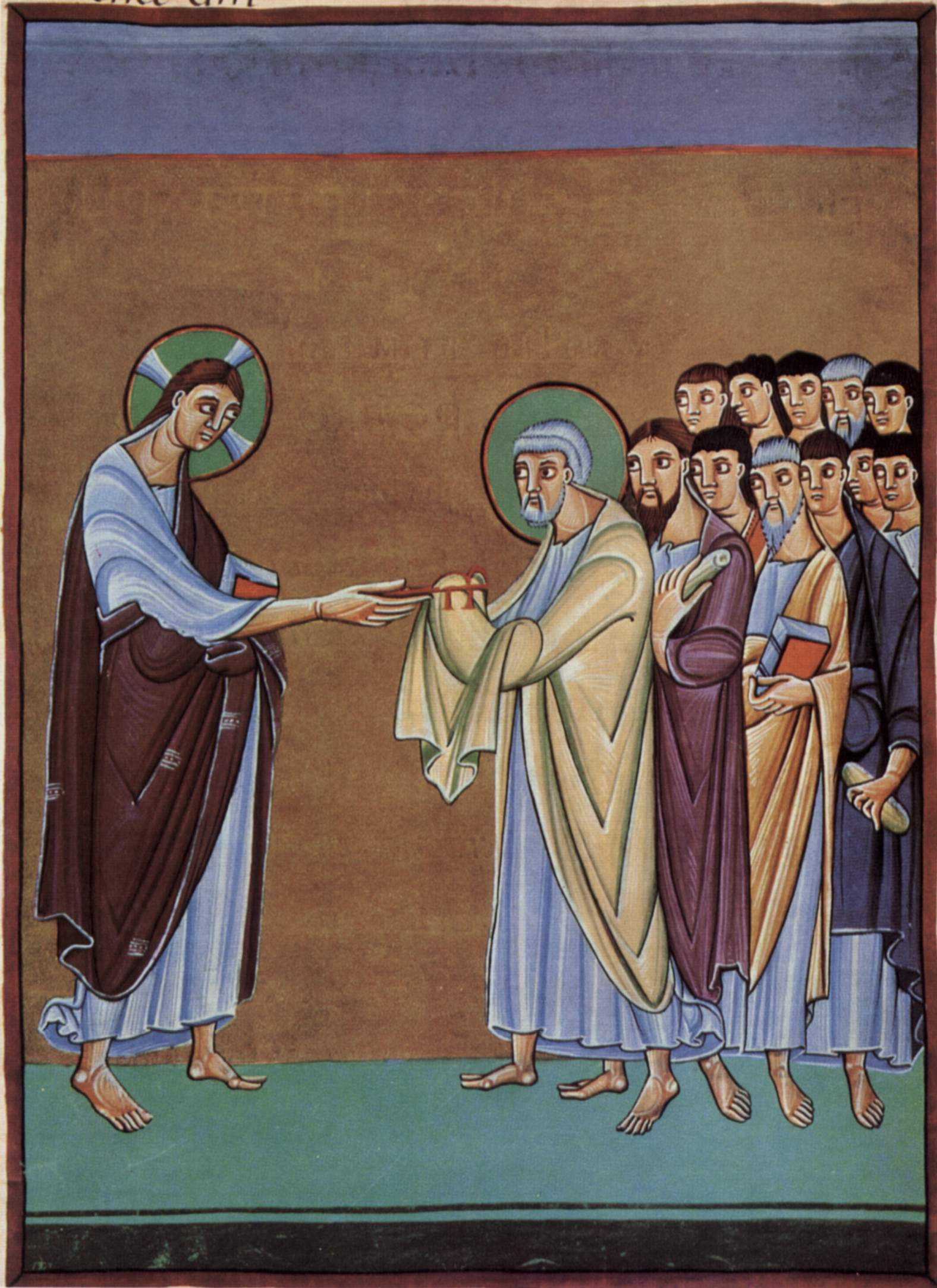
Petrus empfängt die Schlüssel zum Himmelreich (fol. 152^{v}); Bild aus dem Perikopenbuch Heinrichs II.

### Allgemein
Der Medienbestand (einschließlich E-Medien) der Bayerischen Staatsbibliothek beträgt rund 38,5 Millionen. Dazu gehören neben 11,4 Millionen Bänden auch rund 147.000 Handschriften, darunter der Codex aureus und zwei Handschriften des Nibelungenlieds (Handschrift A und D). Ferner gehören zur Sammlung das Evangeliar Ottos III., das Gebetbuch Ottos III., vormals Pommersfelden, Gräflich Schönbornsche Bibliothek, Hs. 2490, die Carmina Burana, die Freisinger Denkmäler, das Perikopenbuch Heinrichs II., der Babylonische Talmud, die Chorbücher von Orlando di Lasso und das Wessobrunner Gebet.
Die Bibliothek besitzt 53.000 gedruckte und elektronische Zeitschriften, eine etwa 21.000 Exemplare zählende Sammlung von etwa 9.660 Inkunabeln (das ist rund ein Drittel der weltweit rund 28.000 erhaltenen Inkunabeln), darunter eine Gutenberg-Bibel und der vollständige Türkenkalender (Rar. 1). Zur Bibliothek zählen auch über 5 Millionen digitalisierte Bände.
Zum Bestand zählen zahlreiche Drucke des 16. Jahrhunderts sowie biblische Unzial-, Minuskelhandschriften und Lektionare. Zum Weltdokumentenerbe der UNESCO gehören das 2003 aufgenommene Perikopenbuch Heinrichs II., die 2009 aufgenommene Hohenems-Münchener Handschrift A, das 2003 aufgenommene Evangeliar aus dem Bamberger Dom, das 2003 aufgenommene Evangeliar Ottos III., die 2005 aufgenommene Bibliotheca Corviniana, das 2023 aufgenommene Masnawi von Dschalāl ad-Dīn Rūmī sowie der 2025 aufgenommene Babylonische Talmud.
Innerhalb des Zusammenschlusses „Sammlung Deutscher Drucke“ hat sie die Aufgabe, eine möglichst vollständige Sammlung der gedruckten Werke des deutschen Sprach- und Kulturraums von 1450 bis 1600 aufzubauen. Sie ist Fachinformationsdienstbibliothek der Deutschen Forschungsgemeinschaft für die Bereiche Vor- und Frühgeschichte, Byzanz, Klassische Altertumswissenschaft, Neuzeitliches Griechenland, Rumänische sowie Albanische Sprache und Literatur, Ost-, Ostmittel- und Südosteuropa, allgemeine Geschichte, Geschichte Deutschlands, Österreichs, der Schweiz, Frankreichs und Italiens sowie Musikwissenschaft und bis Ende 2014 als Sondersammelgebiet die Buch-, Bibliotheks- und Informationswissenschaft.
Die Bayerische Staatsbibliothek ist als UN-Depotbibliothek von den Vereinten Nationen anerkannt.

### Digitale Angebote
Als Innovationszentrum für digitale Informationstechnologie und -services hat die Bayerische Staatsbibliothek auch umfangreiche Internetprojekte initiiert. Bereits 1997 wurde das Münchener Digitalisierungszentrum eingerichtet. Mit der Bereitstellung des konvertierten Blattkatalogs 1841–1952 und des Inkunabelkatalogs 1450–1500 ist heute der gesamte Druckschriftenbestand der Bayerischen Staatsbibliothek online recherchierbar. Im Rahmen des Dokumentlieferdienstes eBooks on Demand werden auf Bestellung vollständige elektronische Kopien urheberrechtsfreier Bücher bereitgestellt. Am 7. März 2007 gab der damalige Generaldirektor Rolf Griebel bekannt, dass Google Books für die Staatsbibliothek den Bestand digitalisieren wird, soweit er nicht dem Urheberrecht unterliegt.
Bei der Bayerischen Staatsbibliothek ist auch das Literaturportal Bayern angesiedelt, die Internet-Präsenz für die Literatur in Bayern mit einem Überblick über die Literaturlandschaft Bayerns. Es wird getragen und begleitet vom Bayerischen Staatsministerium für Wissenschaft und Kunst und unterstützt von der Landeshauptstadt München. Zu den Angeboten zählen Autoren-, Institutionen- und Preislexika ebenso wie Berichte, Blogs und Publikationen zu aktuellen literarischen Themen, Veranstaltungen und Entwicklungen. Die Website ging am 16. Juli 2012 online. Das Literaturportal ist ein eigenständiges Angebot, das auch über die Personensuche des Kulturportals bavarikon recherchierbar ist. Es handelt sich um eine Kooperation mit der Monacensia, Bibliothek und Literaturarchiv der Stadt München.
Darüber hinaus hat die Bibliothek zahlreiche mobile Apps entwickelt:
- Famous Books – Treasures of the Bavarian State Library: Die Bibliothek präsentiert kostbarste Spitzenstücke aus ihrem reichhaltigen Altbestand.
- Oriental Books – Oriental Treasures of the Bavarian State Library: Die App enthält 20 Prachthandschriften aus der umfangreichen Orientsammlung der Bibliothek.
- Ludwig II. – Auf den Spuren des Märchenkönigs: Die Location-Based-Services-App präsentiert eine Vielfalt multimedialer Informationen zum „Märchenkönig“ Ludwig II. von Bayern mit Augmented-Reality-Features. Die Applikation wird in Kooperation mit der Bayerischen Verwaltung der staatlichen Schlösser, Gärten und Seen angeboten.
- Bayern in historischen Karten: Historische Kartenwerke aus der europaweit bedeutenden Kartensammlung der Staatsbibliothek werden in Form eines Location-Based-Services für die mobile Nutzung bereitgestellt. Die App wurde in Zusammenarbeit mit dem Haus der Bayerischen Geschichte, der Bayerischen Verwaltung der staatlichen Schlösser, Gärten und Seen und dem Landesamt für Digitalisierung, Breitband und Vermessung entwickelt und gefördert vom Bayerischen Staatsministerium der Finanzen, für Landesentwicklung und Heimat sowie vom Bayerischen Staatsministerium für Bildung und Kultus, Wissenschaft und Kunst.
- Dichterwege – Auf den Spuren von Jean Paul: Die App wurde anlässlich des 250. Geburtstags von Jean Paul in Kooperation mit dem Verbundprojekt Jean-Paul-Weg in Oberfranken und dem Verein Jean Paul 2013 als digitaler Wanderführer auf den Spuren des Dichters Jean Paul entwickelt.
- bavarikon3D: Mit dieser App präsentieren führende bayerische Kulturinstitutionen ausgewählte Kunstobjekte als 3D-Digitalisate. Unter den ersten ausgewählten 3D-Objekten befinden sich Skulpturen, Plastiken, historische Globen und mittelalterliche Handschriften.
- Deutsche Klassiker in Erstausgaben: 30 Erstausgaben deutschsprachiger Klassiker werden in drei verschiedenen Ansichten, darunter eine innovative Hybrid-Ansicht, zur Verfügung gestellt. In der Hybrid-Ansicht wird die mitunter schwer lesbare Fraktur- oder Mischschrift der Originalbuchseiten binnen Sekunden durch die Auswahl einer modernen Schriftart leicht lesbar.

## Geschichte

### Gründung

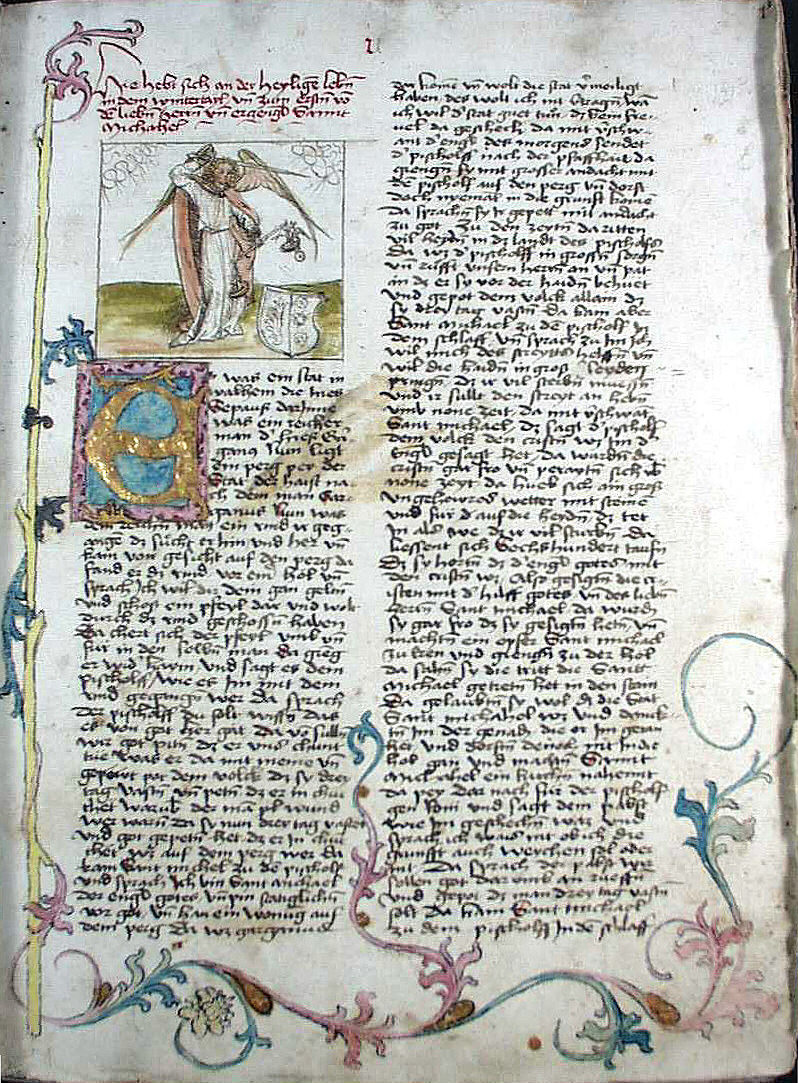
Der Heiligen Leben Winterteil – Seite aus einer Handschrift aus dem Kloster Weihenstephan (um 1475)

Gegründet wurde die Bibliothek 1558 im Kanzleigewölbe am Alten Hof in München als Hofbibliothek von Herzog Albrecht V. durch den Ankauf zweier Sammlungen: zum einen des Nachlasses des österreichischen Juristen, Orientalisten und kaiserlichen Kanzlers Johann Albrecht Widmanstetter, der aus orientalischen Handschriften und Drucken, Ausgaben klassischer Autoren und Werken aus den Bereichen Theologie, Philosophie und Rechtswissenschaft bestand, zum anderen der Sammlung des Augsburger Patriziers Johann Jakob Fugger, die 1571 erworben werden konnte. Fugger hatte Agenten beauftragt, in Italien, Spanien und den Niederlanden Bände mit Handschriften und Drucken zu sammeln. Dies wurden mehr als 10.000 Bände. Gleichzeitig hatte er in Venedig Handschriften kopieren lassen. Außerdem hatte Fugger 1552 die Handschriften- und Inkunabel-Sammlung des Arztes und Humanisten Hartmann Schedel erworben, die eine der reichsten humanistischen Privatbibliotheken nördlich der Alpen war. Betreut und organisiert hatte die Fugger-Sammlung zunächst der Antwerpener Arzt Samuel Quicchelberg (1529–1567). Er hatte die Aufstellungsordnung der Hofbibliothek Augsburg übernommen. Später wurde die Sammlung von dem Bibliothekar Wolfgang Prommer (1545–1606) betreut, der sie sowohl alphabetisch als auch nach Stichworten katalogisierte. Der Nürnberger Aegidius Oertel wurde 1561 der erste Bibliothekar. Die hauptsächlichen Nutzer der Bibliothek waren die 1559 nach München geholten Jesuiten.
Wilhelm V. führte die Sammlung mit weiteren Ankäufen fort:
- spanische Drucke aus dem Nachlass des Tiroler Ritters Anselm Stöckel (1583)
- die Sammlung des Augsburger Ratsherrn Johann Heinrich Herwarth von Hohenberg, die reich an Musikdrucken ist (1585)
- Humanistenbibliothek des Augsburger und Eichstätter Domherrn Johann Georg von Werdenstein (1592)

### Flüchtung im Dreißigjährigen Krieg und Bestandszuwachs durch die Säkularisation
Im Jahr 1600 umfasste der Bestand bereits 17.000 Bände. Die Hofbibliothek wurde 1632 vor den im Dreißigjährigen Krieg anrückenden Schweden zwischenzeitlich nach Burghausen in Sicherheit gebracht. Durch die Säkularisation in Bayern und die Überführung der Kurpfälzischen Hofbibliothek erhielt die Bibliothek um 1803 einen Zuwachs von etwa 550.000 Bänden und 18.600 Handschriften. 

### Neubau und Umzug
1827 erhielt Friedrich von Gärtner den Auftrag zur Planung eines repräsentativen Gebäudes für die Bibliothek und das Archiv. Der Bau sollte zunächst in der Ludwigstraße 1 errichtet werden, 1828 hieß es, der Standort solle gegenüber der Glyptothek am Königsplatz sein; doch noch im gleichen Jahr war als Standort wieder die Ludwigstraße vorgesehen.
1831 wurden die Entwürfe durch den Architekten fertig. Wegen Geldmangels wurde der Grundstein erst am 8. Juli 1832 gelegt. Der Bibliotheksbau wurde nach 11 Jahren Bauzeit 1843 fertiggestellt. 
Die Organisation des Umzugs vom Alten Akademiegebäude in der Neuhauserstraße in die Ludwigstraße oblag dem Oberhofbibliothekar Heinrich Konrad Föringer. Der Umzug erfolgte innerhalb weniger Wochen und gilt als „bibliothekarische Meisterleistung“. Am 8. Mai 1843 begann der Umzug, der in hundert Tagen vollzogen werden sollte. Aber bereits am 25. Juli 1843 – nach nur 62 Tagen – standen die rund 700.000 Drucke und Handschriften wohlgeordnet im neuen Bibliotheksgebäude an der Ludwigstraße.
Das langgestreckte Backstein-Bauwerk in der Ludwigstraße umschließt zwei Höfe und basiert auf der florentinischen Palastarchitektur, es wird der Neorenaissance zugeordnet. Die ursprünglichen Sitzfiguren griechischer Gelehrter an der Freitreppe wurden von Ludwig Schwanthaler geschaffen. Aufgrund der schweren Beschädigungen im Zweiten Weltkrieg sind die jetzigen Figuren des Aristoteles, Homer, Thukydides und Hippokrates von Kos, an der Treppe des Hauptportals, Nachschöpfungen verschiedener Künstler. Die beschädigten Originale stehen seit 1965 im Pausenhof der Grundschule Bernau am Chiemsee.

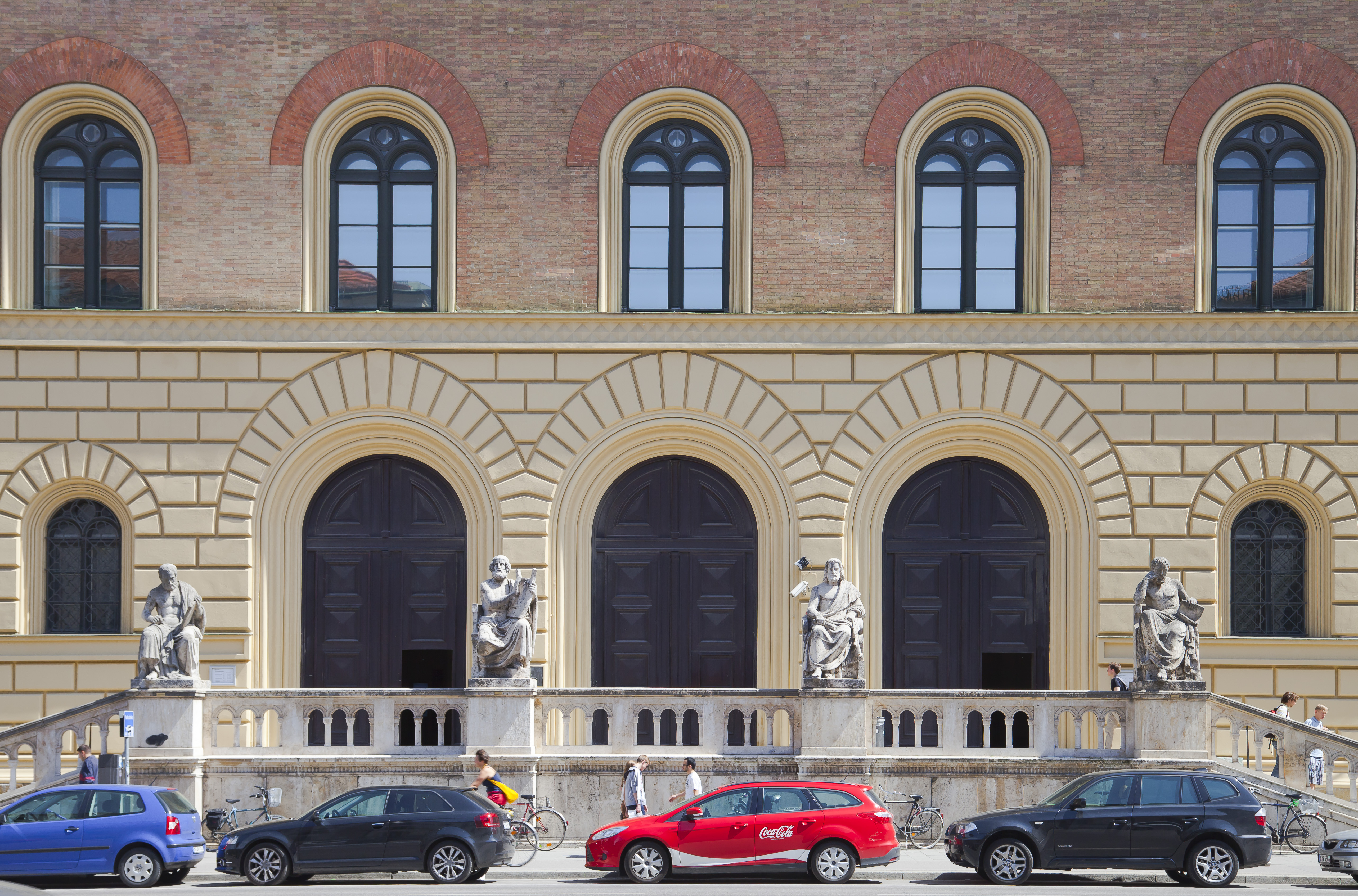
Haupteingang

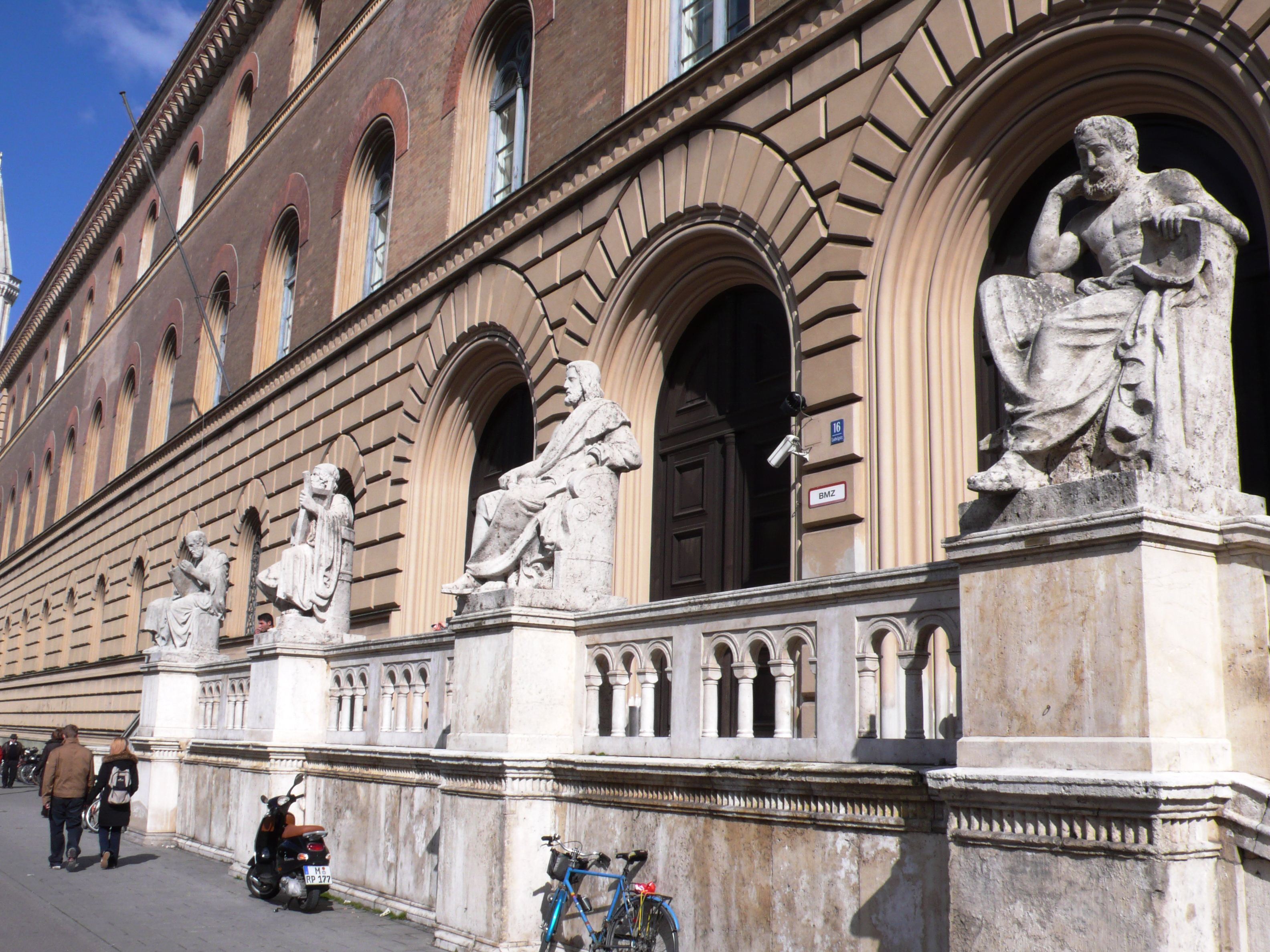
Eingangsportal der Bayerischen Staatsbibliothek mit den vier Gelehrten Thukydides, Homer, Aristoteles und Hippokrates (von links nach rechts)

### Der Dublettenverkauf von 1858
Der Antiquar Fidelis Butsch wurde vom damaligen Eigentümer, dem Haus Wittelsbach, beauftragt, die älteren Bücher nach Dubletten zu durchforschen, um sie gewinnbringend zu veräußern, was auch gelang. Butsch veröffentlichte dazu einen obligaten Versteigerungskatalog. Die mehrtägige Auktion begann am 3. Mai 1858 in Augsburg. Es wurden 720 Einzelstücke meistbietend angeboten, darunter eine Gutenberg-Bibel, Pergamentdrucke und Inkunabeln.
Diese Veräußerung schlug hinterher politische Wellen in München, weil ein Abgeordneter Vermögensverschleuderung vermutete. Doch bei Butsch konnte man kein Fehlverhalten erkennen, da Stücke bei der Auktion sowohl unter wie auch – deutlich überwiegend – über dem Schätzpreis neue Eigentümer fanden.

### Von der Hof- zur Staatsbibliothek
Von 1829 bis 1919 trug die Bibliothek den Namen Königliche Hof- und Staatsbibliothek zu München. Ihr lateinischer Name in der Zeit des Königreichs Bayern war Bibliotheca Regia Monacensis (wörtlich übersetzt Königliche Bibliothek zu München). Seit dem Ende der Monarchie trägt sie den Namen Bayerische Staatsbibliothek. Zu Beginn des 20. Jahrhunderts wuchsen die Bestände der Bibliothek rasant und mussten in den vorhandenen Regalen und Räumen Platz finden. Der Boden und die Decken waren jedoch nur für eine begrenzte Belastung ausgelegt, so dass Mitarbeiter und Baufachleute Risse und Sprünge feststellten, die oberflächlich geschlossen wurden. Das Landesbauamt veranlasste daraufhin nach einer vorläufigen Sperrung großer Bereiche des Eingangsraumes, der Leseräume und der Magazinräume eine bauliche Instandsetzung und Verstärkung des Tragwerks. Anfang 1933 besaß die Staatsbibliothek etwa 1,8 Millionen Bände und hatte 134 Mitarbeiter.

### Während des Zweiten Weltkrieges und bis zur Gegenwart
Während des Zweiten Weltkriegs kam es trotz Auslagerung von Beständen zum Verlust von über 500.000 Bänden. Der Buch- und Handschriftenbestand umfasste noch 1,7 Mill. Bände. Das Gebäude selbst wurde zu 85 Prozent zerstört. Im Jahr 1946 begannen der Wiederaufbau des Bibliotheksgebäudes und die Rückführung der ausgelagerten Bestände. Zunächst wurde eine räumliche, aber nicht organisatorische Zusammenlegung mit der fast völlig zerstörten Universitätsbibliothek der LMU München überlegt; Widerstand der Universität beendete diese Überlegung aber 1956. Deshalb plante die Staatsbibliothek einen modernen Anbau, in dem zeitgemäße Einrichtungen unterzubringen wären. Der Erweiterungsbau an der Ostseite nach Plänen von Hans Döllgast und Sep Ruf wurde 1966 fertiggestellt. Dieser Anbau, der unter anderem den Allgemeinen Lesesaal beherbergt, erhielt 1967 den BDA-Preis Bayern. Die Einweihung des wieder hergestellten Südflügels beschloss 1970 den Wiederaufbau. 1988 wurde die Speicherbibliothek Garching in Betrieb genommen.
2007 wurden im Treppenhaus die bunten Wandmalereien an den Fensterseiten und an der Ostseite nach Plänen Friedrich von Gärtners wiederhergestellt. Das darüber liegende Gewölbe bleibt vorerst weiß. 2008, im 450. Jahr ihres Bestehens, wurde die Bayerische Staatsbibliothek vom Deutschen Bibliotheksverband als Bibliothek des Jahres ausgezeichnet.

## Organisation

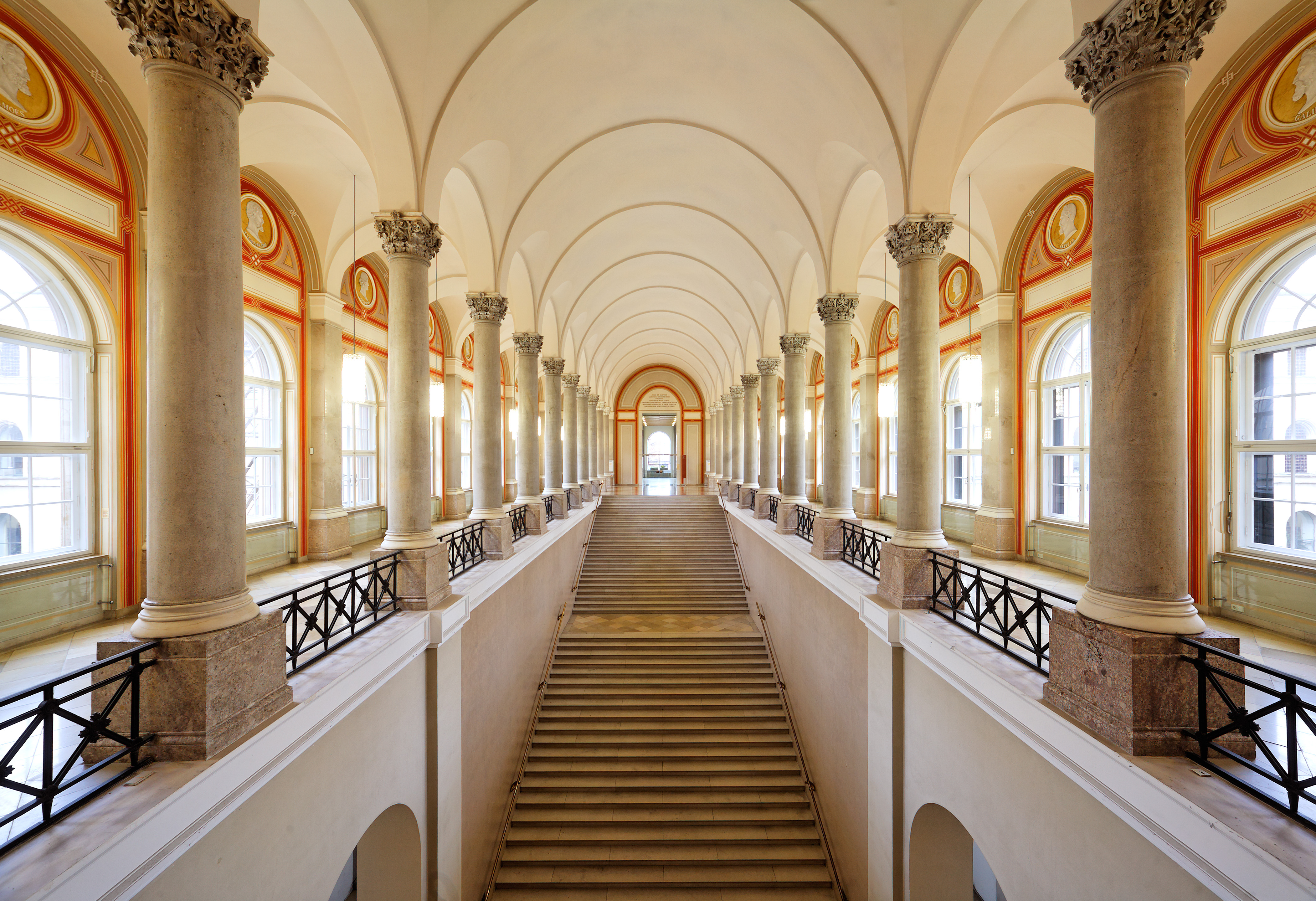
Treppenhaus mit den 2007 teilweise restaurierten Wandmalereien

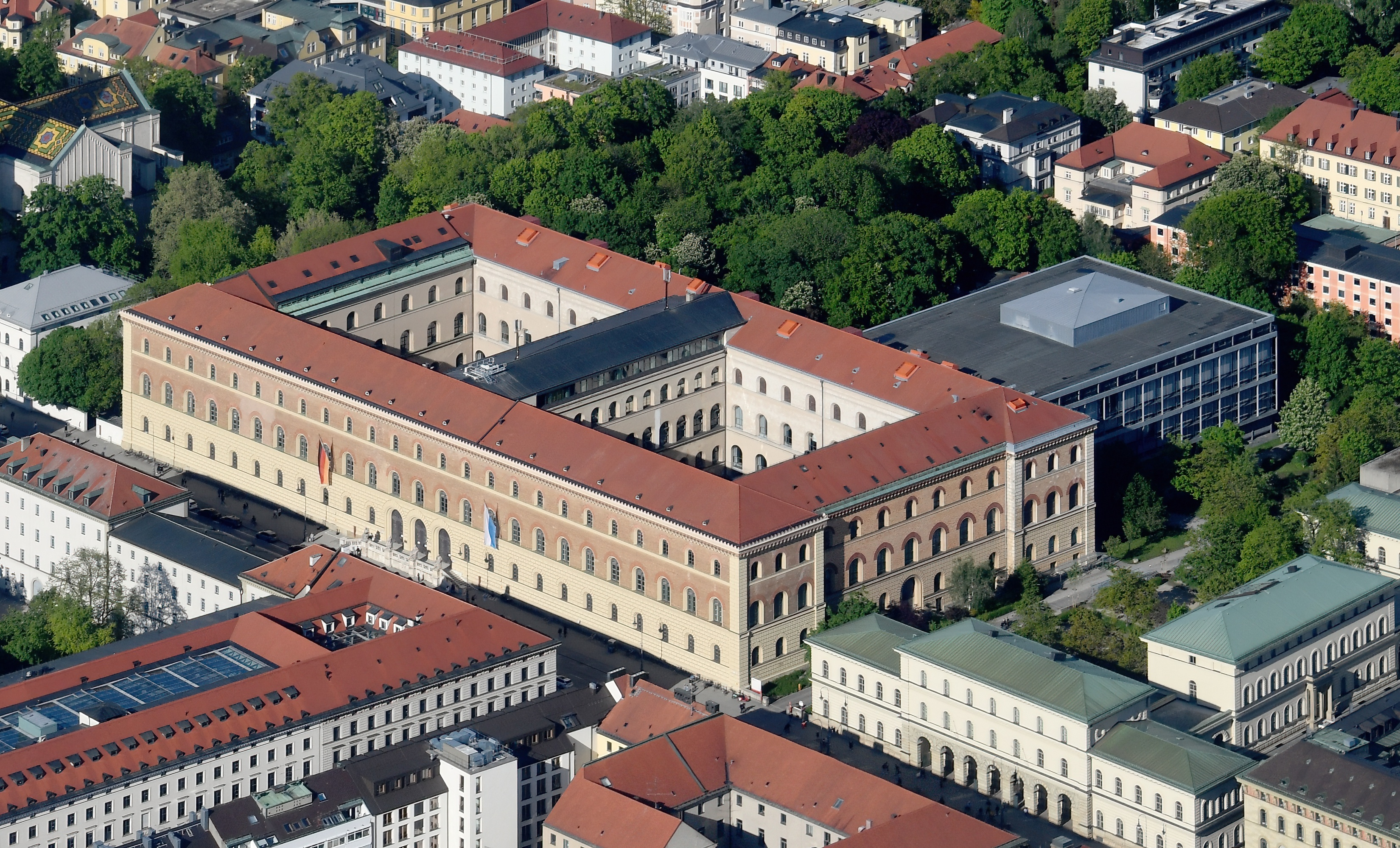
Luftbildaufnahme – der Gärtnerbau mit den zwei Höfen und dem neuen Anbau (1966) von Döllgast und Ruf dahinter

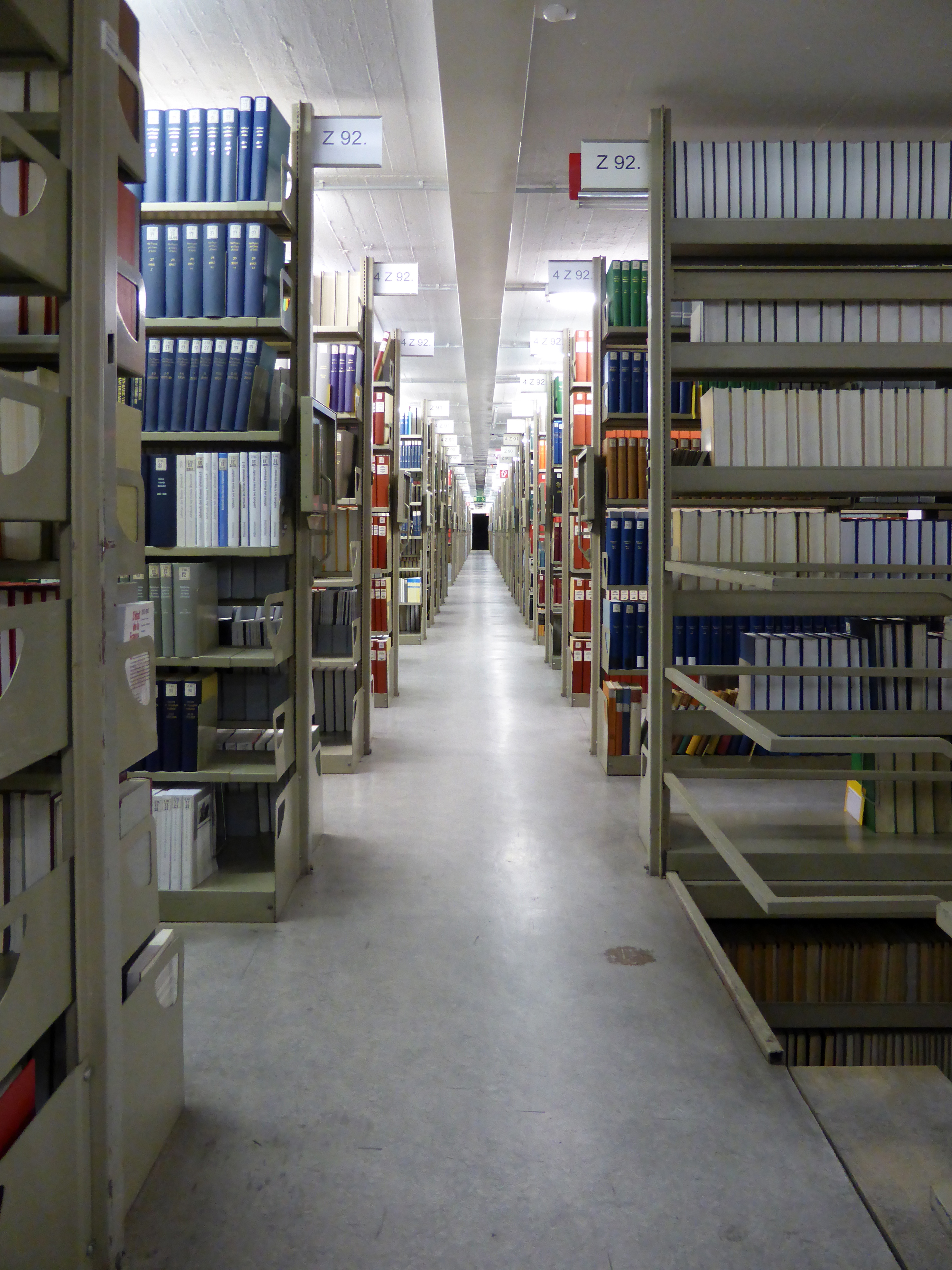
Buchmagazin (7. OG)

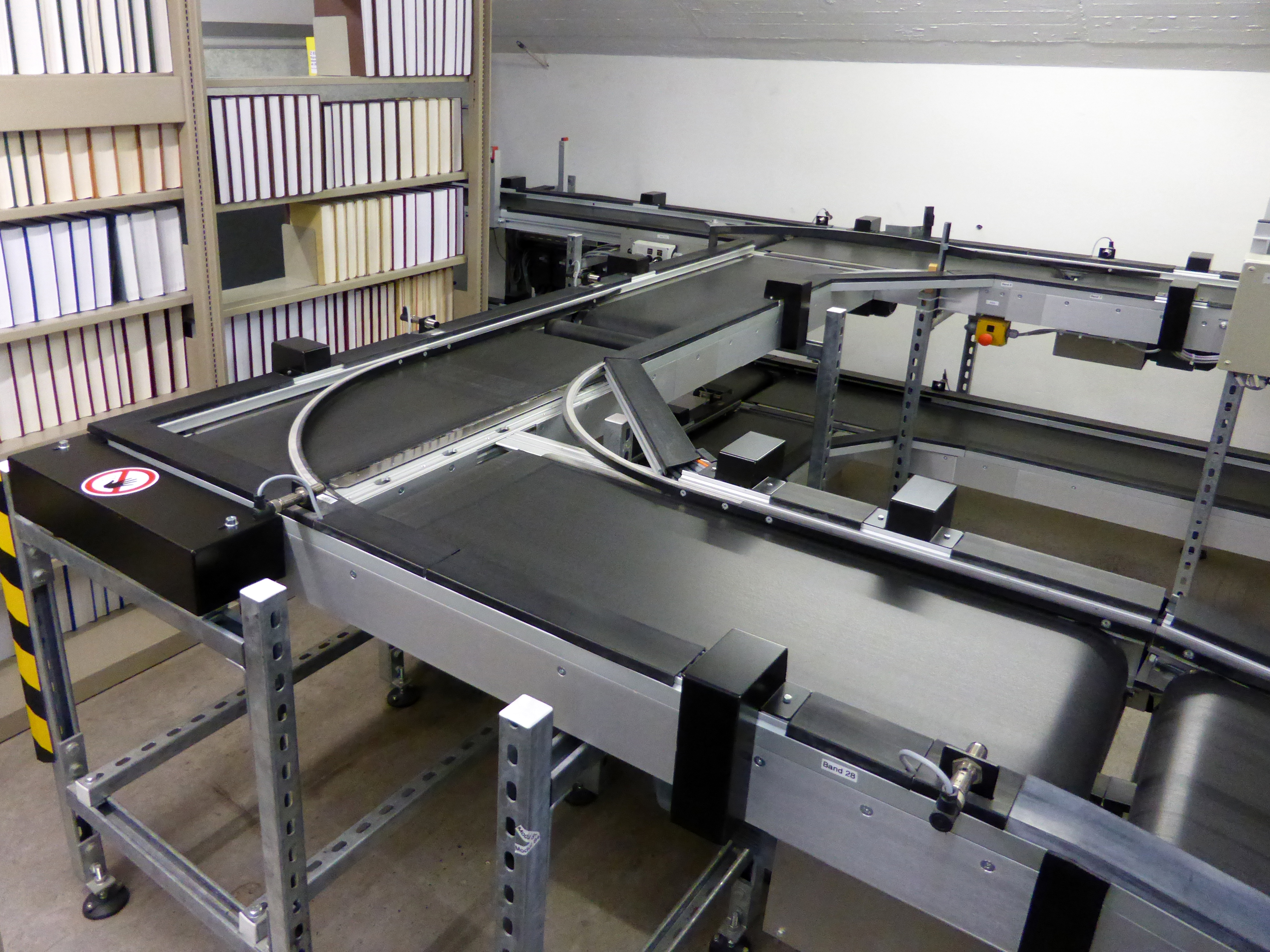
Telelift Bücherförderband (7. OG)

### Direktion
Bibliotheksleiter:
- 1781–1787 Gerhoh Steigenberger
- 1811–1812 Johann Nepomuk Gottfried von Krenner
- 1826–1855 Philipp von Lichtenthaler
- 1882–1909 Georg von Laubmann
- 1909–1929 Hans Schnorr von Carolsfeld
- 1929–1935 Georg Reismüller
- 1935–1945 Rudolf Buttmann
- 1948–1966 Gustav Hofmann
- 1967–1972 Hans Striedl
- 1972–1992 Franz Georg Kaltwasser
- 1992–2004 Hermann Leskien
- 2004–2014 Rolf Griebel
- 2015–2025 Klaus Ceynowa[23][24]
- 2025–0000 Dorothea Sommer[25]

Zur Direktion gehören ferner das Direktionsbüro, der persönliche Referent, das Justiziariat sowie die Stabsreferate Presse- und Öffentlichkeitsarbeit und Informationstechnologie.

### Zentrale Administration
Die Zentrale Administration erledigt als Querschnittabteilung die allgemeine Verwaltung; außerdem ist sie Dienstleister für alle Bereiche und Bediensteten der Bibliothek. Sie betreut die Aufgabengebiete „Finanzen“, „Personal“ und „Innere Dienste, Bau“. In der Abteilung ist zudem die „Zuständige Stelle für die FaMI-Ausbildung“ angesiedelt.

### Hauptabteilungen

#### Bestandsentwicklung und Erschließung
Medien aller Art werden in dieser Abteilung erworben (Zugangsarten sind Geschenk, Kauf, Lizenzierung, Pflichtablieferung und Tausch) und sowohl formal als auch sachlich katalogisiert. Die Abteilung ist in zwei Abteilungsstränge unterteilt: BEE 1 (Länder- und Fachreferate, Monografien, Medienetat) und BEE 2 (Periodika, Lizenzen, Elektronisches Publizieren).

#### Service
Die Abteilung Benutzungsdienste vermittelt die Bestände und Dienstleistungen der Bibliothek. Die Abteilung untergliedert sich in die Bereiche Informationsdienste und Ortsleihe, Lesesäle, Dokumentlieferung und elektronische Benutzungsdienste sowie Dokumentverwaltung.

#### Digitale Bibliothek und Bavarica
Die Abteilung Digitale Bibliothek und Bavarica ist in die zwei Referate Münchener Digitalisierungszentrum (MDZ) / Digitale Bibliothek und Bavarica (inkl. bavarikon) gegliedert.
Das MDZ fungiert als zentrale Innovations- und Produktionseinheit der Bayerischen Staatsbibliothek für die Entwicklung, Erprobung und Inbetriebnahme neuer Produkte und Prozesse rund um das facettenreiche Großthema „Digitale Bibliothek“. Das MDZ verfügt über ein eigenes ScanZentrum mit hochwertigen Scansystemen (darunter Scanroboter und 3D-Scanner) für die digitale Produktion. Tätigkeitsschwerpunkte bilden die Digitalisierung sowie die Präsentation und Langzeitarchivierung digitaler Inhalte.

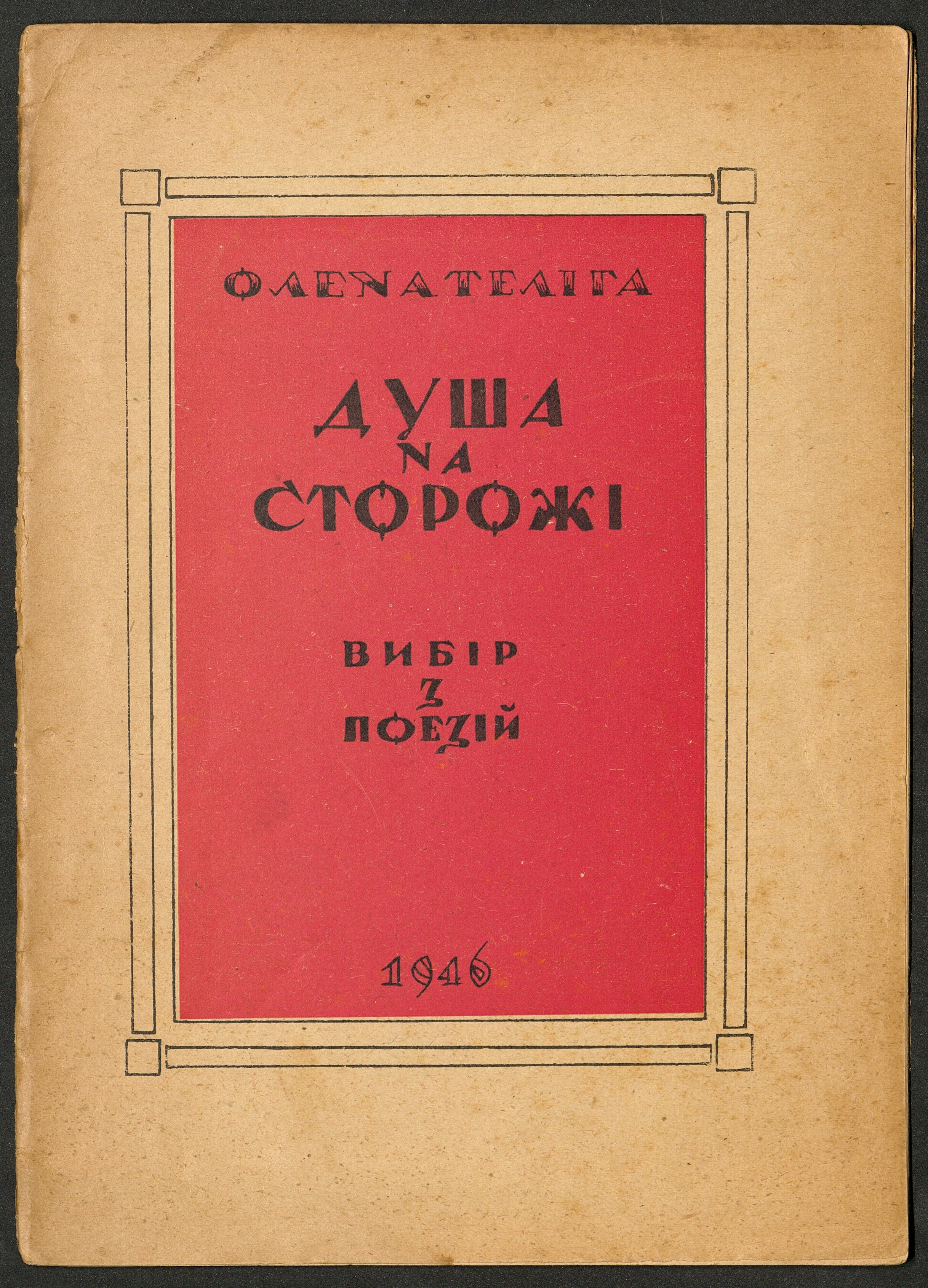
Душа на сторожі (Duša na storoži) von Olena Teliha – dreimillionstes Digitalisat

Am 21. April 2021 ging die neue Website des Münchener Digitalisierungszentrums online. Seitdem können die digitalisierten Titel aus dem Bestand der Bayerischen Staatsbibliothek und der regionalen Staatlichen Bibliotheken in Augsburg, Bamberg, Regensburg und Passau noch besser durchsucht und genutzt werden. Neu sind die Volltextsuche, der stufenlose Zoom und das Open Access des Portals. Dies ermöglicht Content Sharing für die Wissenschaft und Forschung und für nichtkommerzielle Zwecke.
Die Bayerische Staatsbibliothek stellt über drei Millionen Digitalisate online. Der überwiegende Teil der Digitalisate umfasst Handschriften, Inkunabeln, seltene Drucke, Bücher, Zeitungen und Bilder. Die darin enthaltenen 400 Millionen Bilddateien sind weltweit online frei verfügbar. Sie belegen im Rahmen der Langzeitarchivierung einen Speicherplatz von mehr als 1,1 Peta-Byte. Darin nicht voll enthalten sind die mehr als 15 Millionen zeitgeschichtlichen Bilder, Negative und Dias des analogen stern-Fotoarchivs, das 2018 der Staatsbibliothek übereignet wurde und überwiegend von externen Dienstleistern digitalisiert wird.
Das Referat Bavarica betreut den gleichnamigen Sammelschwerpunkt der Bibliothek, es betreibt unter anderem das Literaturportal Bayern sowie das Historische Lexikon Bayerns und ist für die technische Umsetzung und Projektleitung des Kulturportals „bavarikon“ verantwortlich. In der Bavarica-Abteilung des Aventinus-Lesesaals ist eine Auswahl von Nachschlagewerken, Monographien, Zeitschriften und Reihen zu Bayern aus allen Fachgebieten in systematischer Aufstellung frei zugänglich.

#### Handschriften und Alte Drucke
Die Abteilung für Handschriften und Alte Drucke ist für die wertvollsten historischen Bestände der Bibliothek zuständig. Dieses kostbare Erbe begründet das weltweite Renommee der Bayerischen Staatsbibliothek. Die Abteilung verfügt über einen speziellen Lesesaal, der für die Arbeit mit alten Büchern besonders ausgestattet ist.

#### Institut für Bestandserhaltung und Restaurierung
Die zentrale Aufgabe des Instituts für Bestandserhaltung und Restaurierung (IBR) ist die Erhaltung des wertvollen schriftlichen Kulturerbes der staatlichen wissenschaftlichen Bibliotheken Bayerns durch präventive Konservierung und Restaurierung. Zudem ist das IBR (in Kooperation mit der Technischen Universität München) für den Studienschwerpunkt „Buch und Papier“ des Bachelor- und des konsekutiven Masterstudiengangs „Restaurierung, Kunsttechnologie und Konservierungswissenschaft“ verantwortlich. Darüber hinaus arbeitet das IBR aktiv in zahlreichen nationalen und internationalen Fachgremien.

### Sonderabteilungen

#### Musikabteilung
Quantität und Güte ihrer historischen Bestände sowie das weite Erwerbungsprofil machen die Musikabteilung zu einer international bedeutenden Musikbibliothek ersten Ranges. Ihre Anfänge gehen bis in das 16. Jahrhundert zurück. Der Sammelschwerpunkt „Musikwissenschaft“ der Deutschen Forschungsgemeinschaft wird in dieser Abteilung betreut. Die Abteilung verfügt gemeinsam mit dem Referat Karten und Bilder über einen eigenen Lesesaal.
- Fachinformationsdienst Musikwissenschaft: musiconn – Für vernetzte Musikwissenschaft

#### Orient- und Asienabteilung
Die orientalischen Bestände der Bayerischen Staatsbibliothek umfassen mehr als 260.000 Bände in Arabisch, Armenisch, Georgisch, Hebräisch, Jiddisch, Mongolisch, Persisch, Tibetisch und in indischen Sprachen. Die asiatischen Bestände schließen über 310.000 Bände in den Sprachen Chinesisch, Japanisch, Koreanisch, Thai und Vietnamesisch ein. Die Handbestände sind zusammen mit denen der Osteuropaabteilung im Ostlesesaal zugänglich.

#### Osteuropaabteilung
Die Osteuropaabteilung ist die größte Sonderabteilung der Bayerischen Staatsbibliothek mit rund einer Million Bänden zu und aus Osteuropa von der frühen Neuzeit bis ins 21. Jahrhundert. Sie befasst sich neben dem osteuropäischen Raum im engeren Sinn auch mit Ostmittel- und Südosteuropa sowie dem asiatischen Teil Russlands.
Der Handbestand der Abteilung ist im Ostlesesaal der Bibliothek untergebracht.
- Fachinformationsdienst Ost-, Ostmittel- und Südosteuropa

#### Abteilung Karten und Bilder
Das ehemals zur Abteilung für Handschriften und Alte Drucke gehörende Referat Karten & Bilder ist seit März 2019 eine eigene Abteilung. Diese verwaltet gedruckte Karten von 1500 bis heute, Atlanten, kartografisches Schrifttum und das Bildarchiv der Bibliothek mit Beständen aus den Fotoarchiven Heinrich Hoffmann, Bernhard Johannes und Felicitas Timpe. Mit mehr als 400.000 Einzelkarten und 13.000 Atlanten betreut sie die zweitgrößte Kartensammlung in Deutschland. Das Bildarchiv umfasste bis 2018 rund 2,3 Millionen Einzelbilder.

#### Stern-Fotoarchiv
Anfang 2019 schenkte das Hamburger Magazin Stern der Bayerischen Staatsbibliothek sein analoges Bildarchiv mit 11 Millionen Negativen und 4 Millionen Positiven (Dias und Papierabzüge) aus der Zeit von 1948 bis 2001. Im Juli 2019 wurde die Übergabe des Archivbestandes abgeschlossen. In dem Schenkungsvertrag zwischen dem Verlag und der BSB ist die konservatorische Betreuung des Archivbestandes geregelt, ebenso die Digitalisierung sowie die Klärung der Urheberrechte und der Nutzungsbedingungen für das Bildmaterial. Mit mehr als der Hälfte der Fotografen sind Vereinbarungen getroffen, die es der BSB erlauben, die Bilder im Internet zu zeigen. Mit der Übernahme des Stern-Bildarchivs beherbergt die BSB mit 19,2 Millionen Einzelbildern das größte Bildarchiv in einer öffentlichen Einrichtung im deutschen Sprachraum. Im Februar 2022 begann die Staatsbibliothek, das digitalisierte Fotomaterial des Sternarchiv online der Öffentlichkeit zugänglich zu machen, in einem ersten Schritt 250.000 der insgesamt 15 Millionen Aufnahmen. Grundlage für diese Veröffentlichung ist ein Teilprojekt, im Rahmen dessen bis 2025 3 Millionen Bilder digitalisiert werden. Abrufbar sind in einem ersten Schritt Bilder aus mehr als 1000 Reportagen, die von 15 beim Stern festangestellten Fotografen erstellt wurden, darunter zuvor sowohl veröffentlichte als auch nicht veröffentlichte Aufnahmen. Zu den Fotos der zwischen 1972 und 2001 entstandenen Reportagen bietet das Archiv Informationen über die Entstehungsgeschichte der Bilder. Das Portal enthält darüber hinaus über jeden Fotografen ein Kurzporträt und bietet wöchentlich eine Reportage der Woche.

### Abteilungen mit verbundweiten Aufgaben
Vorwiegend für Landesaufgaben zuständig sind die Bibliotheksakademie Bayern, die Landesfachstelle für das öffentliche Bibliothekswesen sowie die Verbundzentrale des Bibliotheksverbundes Bayern.

### Staatliche Regionalbibliotheken

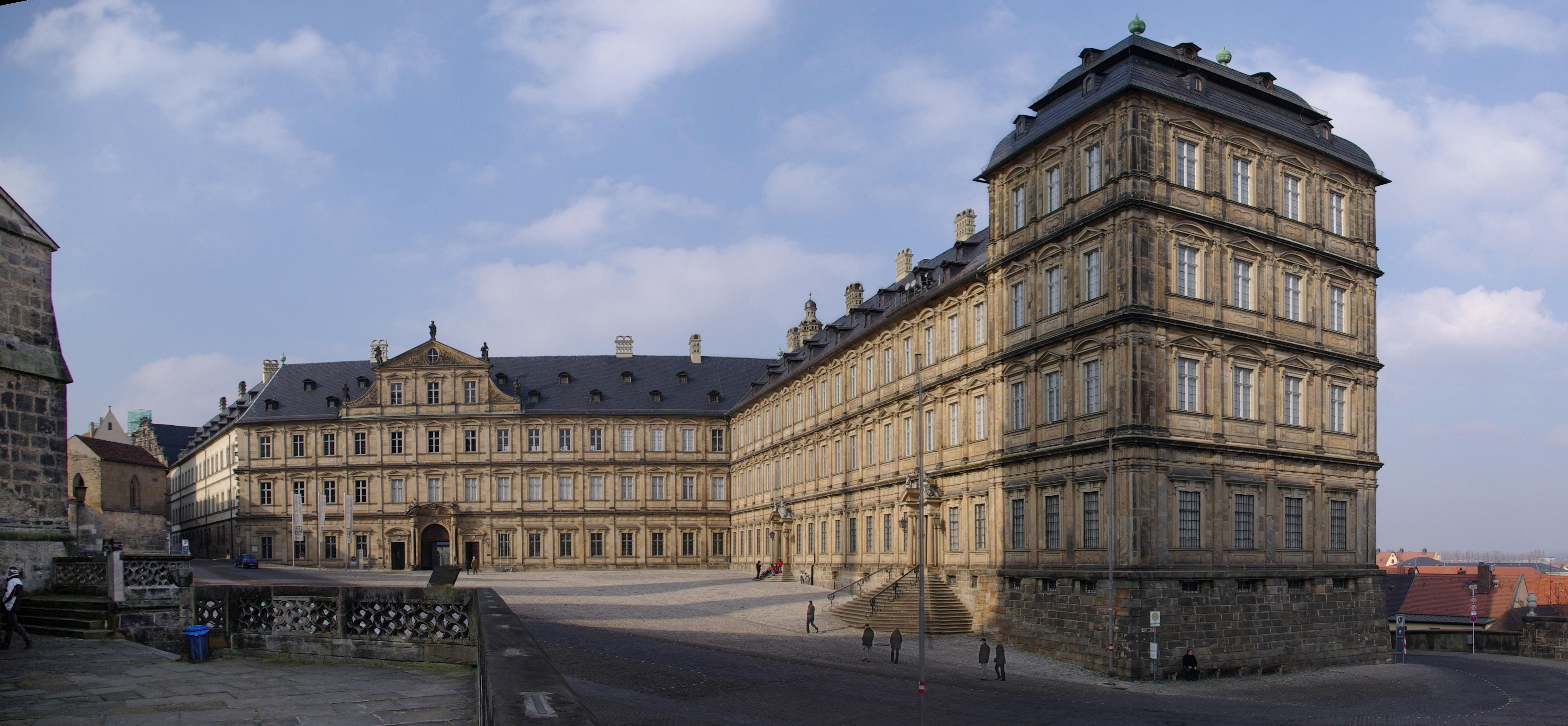
Die Staatsbibliothek Bamberg in der Neuen Residenz am Domplatz ist die größte aller zehn Regionalbibliotheken.

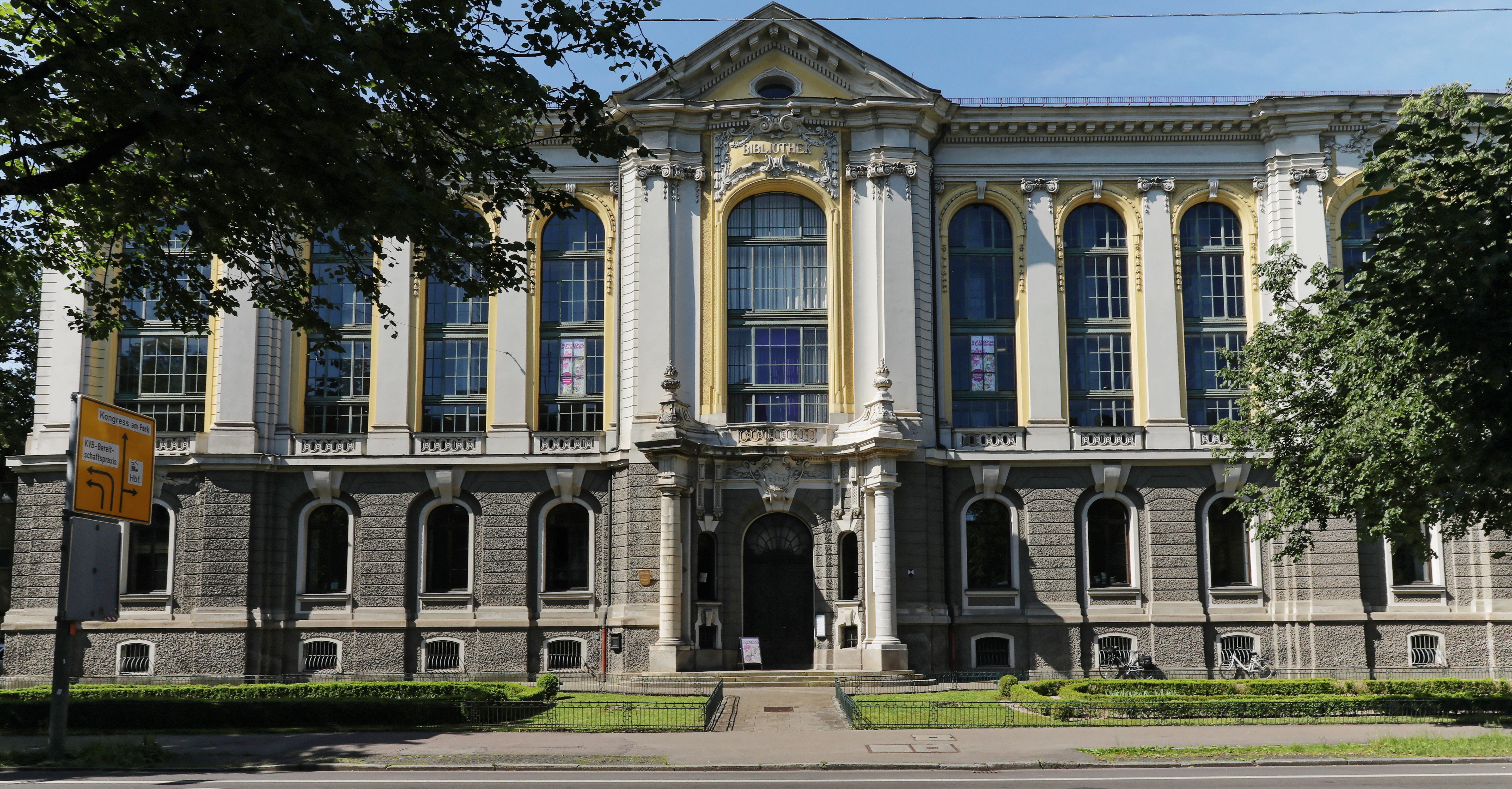
Die ehemalige Stadtbibliothek Augsburg ist seit 2012 Staats- und Stadtbibliothek

Die regionalen staatlichen Bibliotheken sind Teil des wissenschaftlichen Bibliothekswesens in Bayern. Organisatorisch sind sie der Bayerischen Staatsbibliothek nachgeordnet. Zu ihnen zählen die folgenden Einrichtungen:
- Provinzialbibliothek Amberg (Staatliche Bibliothek Amberg)
- Staatliche Bibliothek Ansbach (Schlossbibliothek)
- Hofbibliothek Aschaffenburg
- Staats- und Stadtbibliothek Augsburg (seit Dezember 2012)
- Staatsbibliothek Bamberg
- Landesbibliothek Coburg
- Studienbibliothek Dillingen
- Staatliche Bibliothek Neuburg an der Donau
- Staatliche Bibliothek Passau
- Staatliche Bibliothek Regensburg

## Nutzungsmöglichkeiten

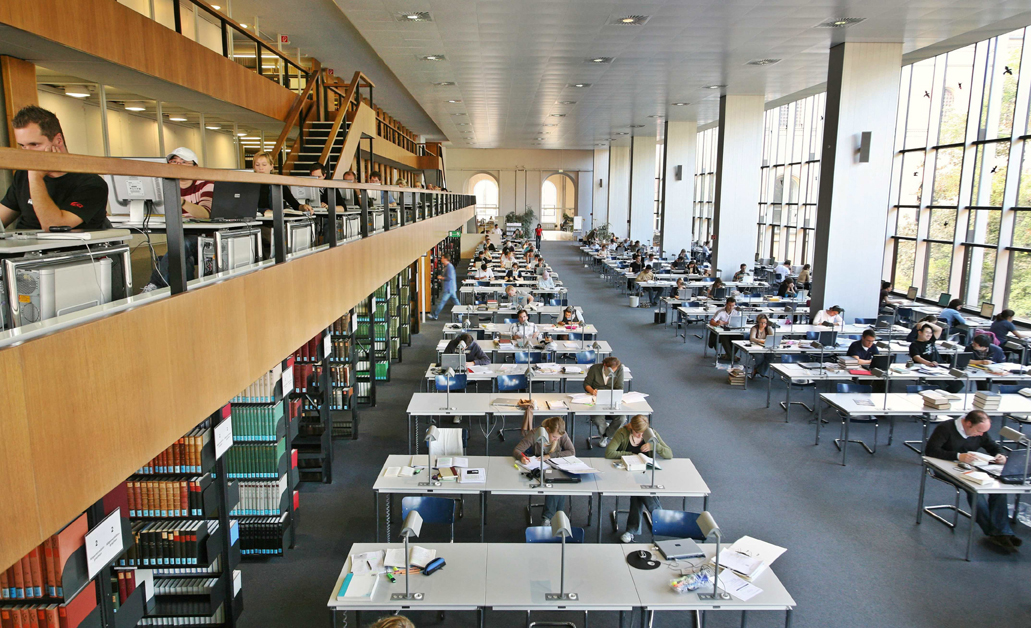
Allgemeiner Lesesaal

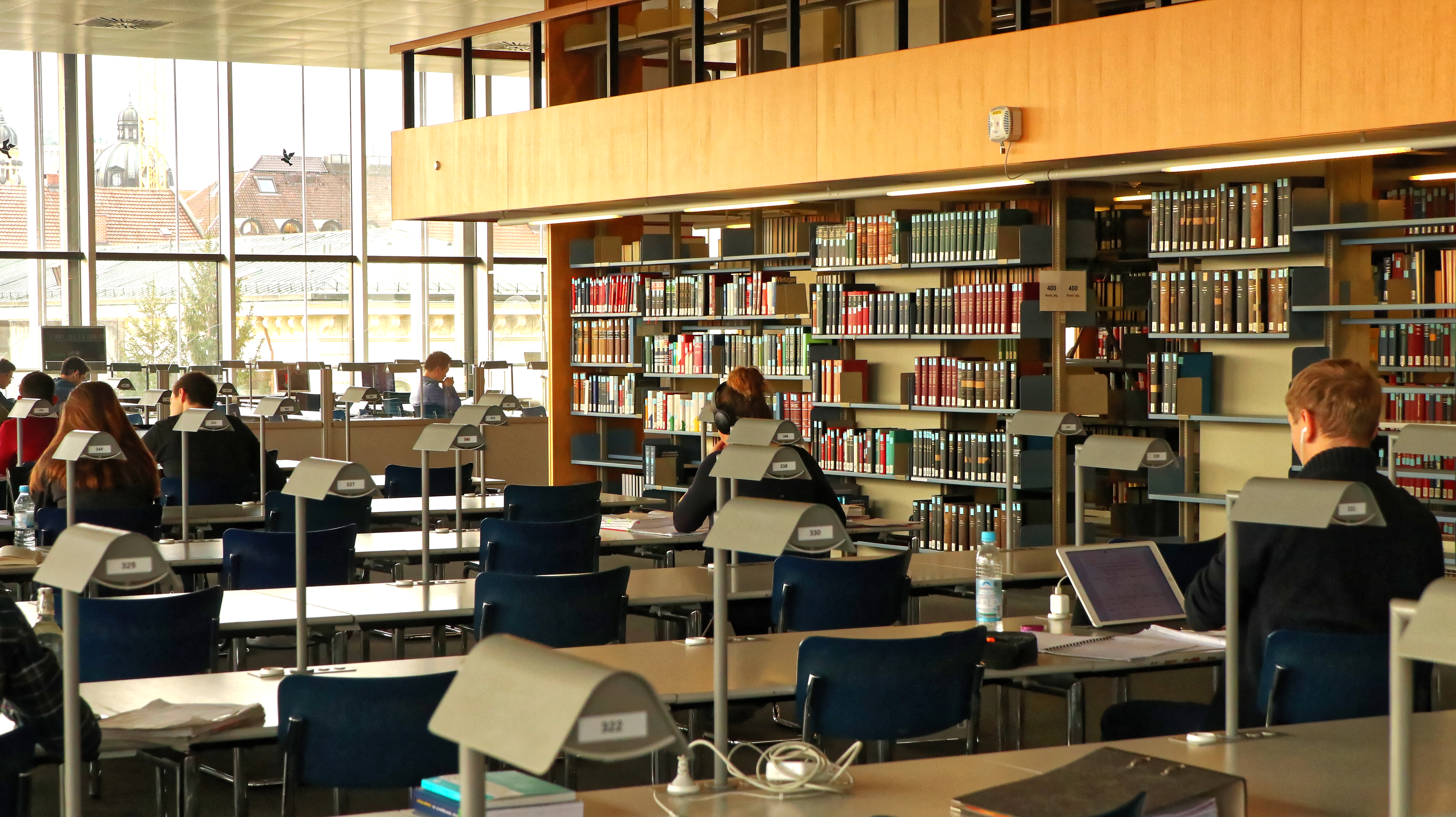
Allgemeiner Lesesaal

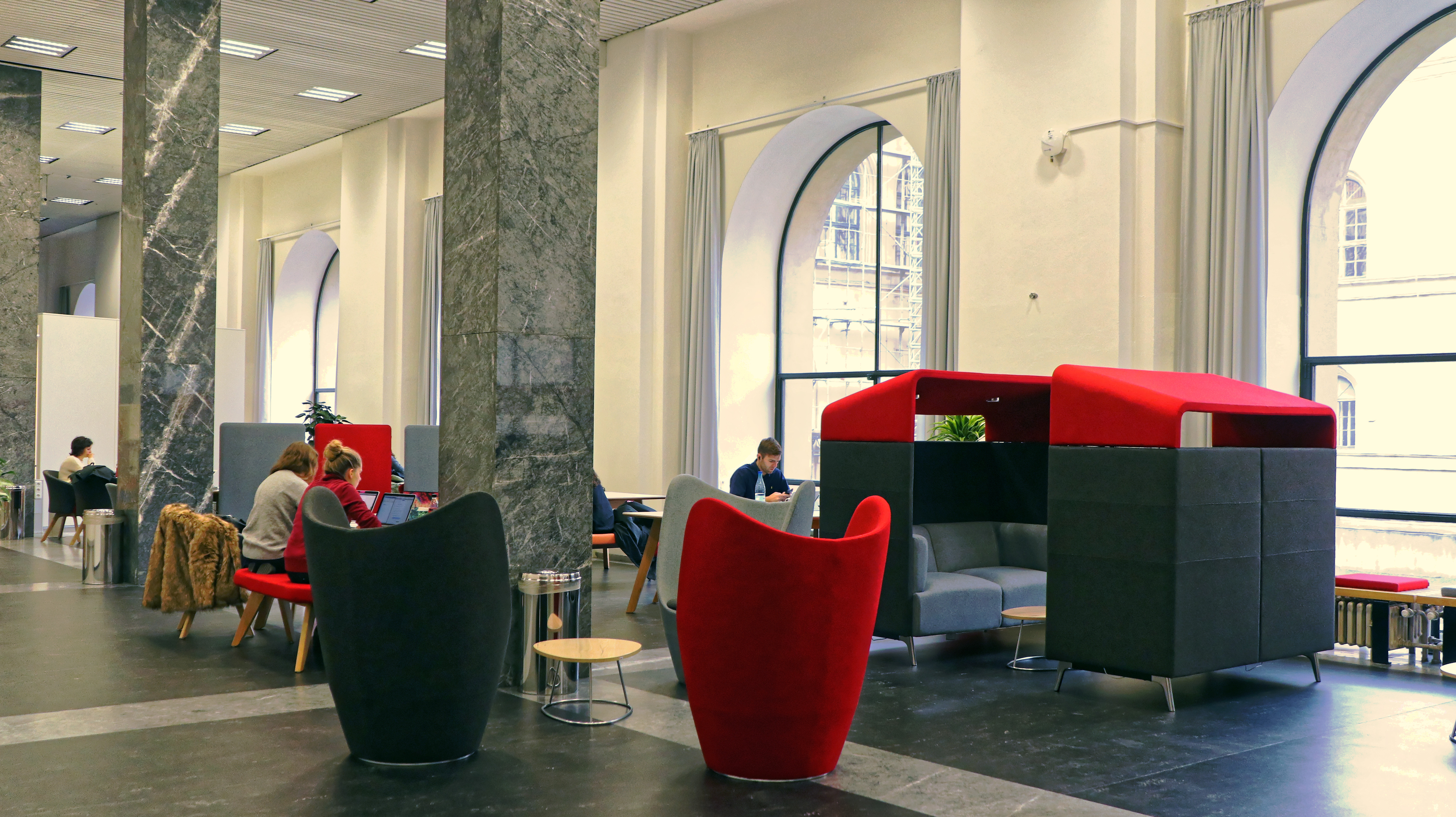
Social Area PLAZA (2018)

### Voraussetzungen
Die Ausleihe von Büchern ist in der BSB grundsätzlich unentgeltlich, sowohl zur Mitnahme nach Hause als auch zur Nutzung in den Lesesälen der BSB. Entgelte werden für Vormerkungen, für Fernleihe und für Kopieren und Scannen erhoben. Zum Bestellen und Ausleihen der Bücher ist ein Benutzerausweis notwendig, der jedem in Deutschland Ansässigen bei Vorlage eines Personalausweises oder Reisepasses ausgestellt wird. Vorausgesetzt wird, dass die Nutzung der Bibliothek wissenschaftlichen Zwecken, beruflicher Arbeit oder der Fortbildung dient.

### Angebot
Ende 2019 zählte die Bibliothek 78.600 eingeschriebene, aktive Nutzer und 1.173.000 Entleihungen im Jahr 2019. Die verschiedenen Lesesäle werden täglich von etwa 4.000 Menschen benutzt. Im Allgemeinen Lesesaal, der täglich von 8 bis 24 Uhr geöffnet ist, sind rund 111.000 Bände, überwiegend Nachschlagewerke, frei zugänglich. Im Zeitschriftenlesesaal liegen rund 18.000 aktuelle Hefte laufender Zeitschriften aus. Die Abteilungen Handschriften und Alte Drucke, Karten und Bilder, Musik sowie Osteuropa, Orient und Asien unterhalten eigene Lesesäle mit Freihandbeständen. Aus den Magazinen werden täglich rund 1500 Bände zur Benutzung im Allgemeinen Lesesaal bereitgestellt. 2010 wurde ein neuer Forschungslesesaal mit Schwerpunkt Geschichtswissenschaften und Bavarica eingerichtet (Aventinus-Lesesaal).

### Social Area
Ende 2018 schuf die Bibliothek einen neuen, Plaza genannten Bereich. Dort stehen auf 400 Quadratmetern unterschiedliche Sitz- und Arbeitsmöglichkeiten zur Verfügung, mit Sitzgruppen zum Lesen, zu Gesprächen, aber auch um sich in Kuben oder Zwei-Sitzer-Sofas mit schallschluckendem Dach zurückzuziehen.